# Dreiseenplatte
Dreiseenplatte est le nom de trois lacs situés à Feldmoching-Hasenbergl, au nord de Munich, en Allemagne. 
Les lacs sont: Lerchenauer See (8 ha), Fasaneriesee (14 ha) et Feldmochinger See (15 ha). 

## Photos

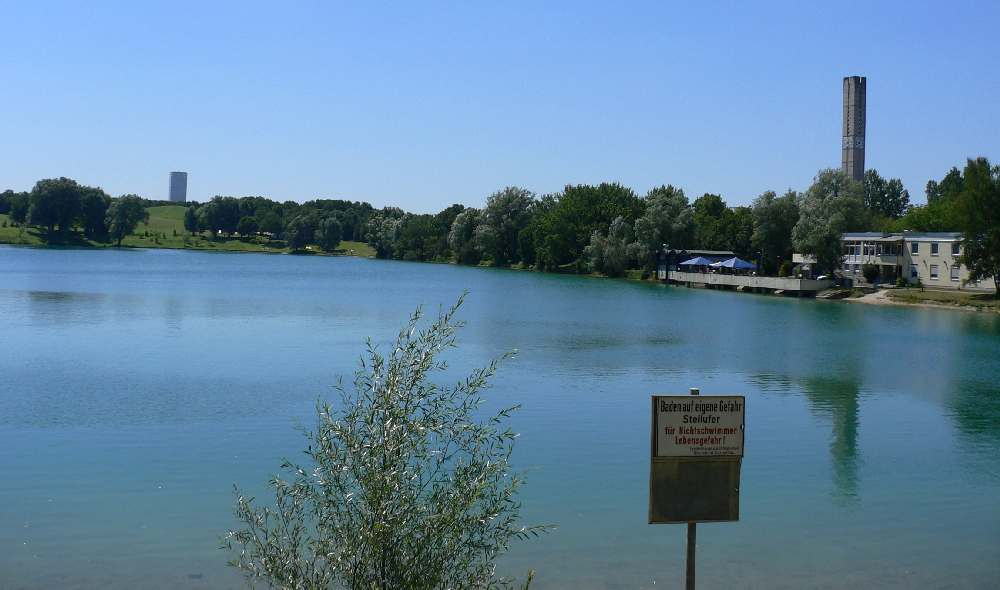
Lerchenauer See
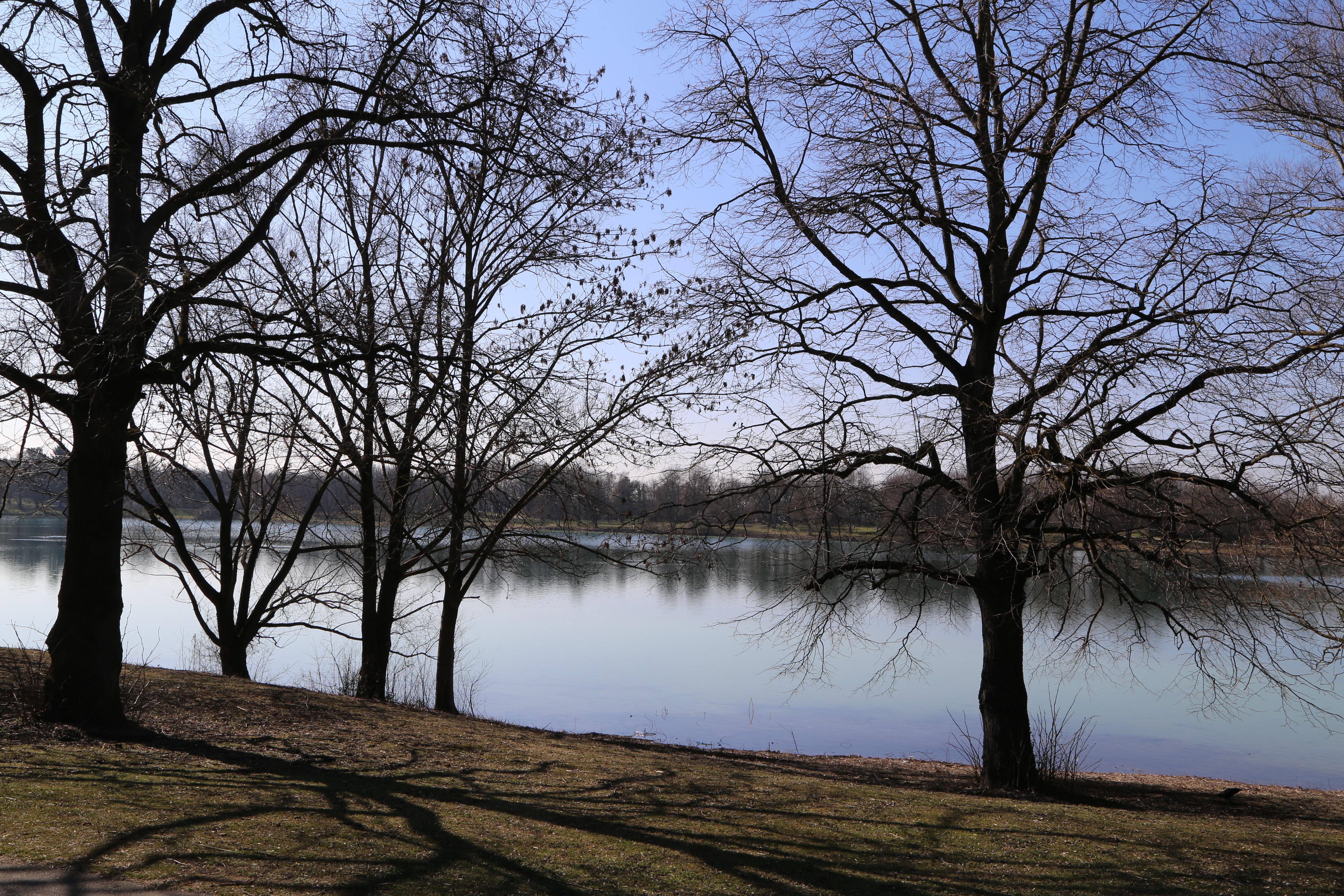
Fasaneriesee
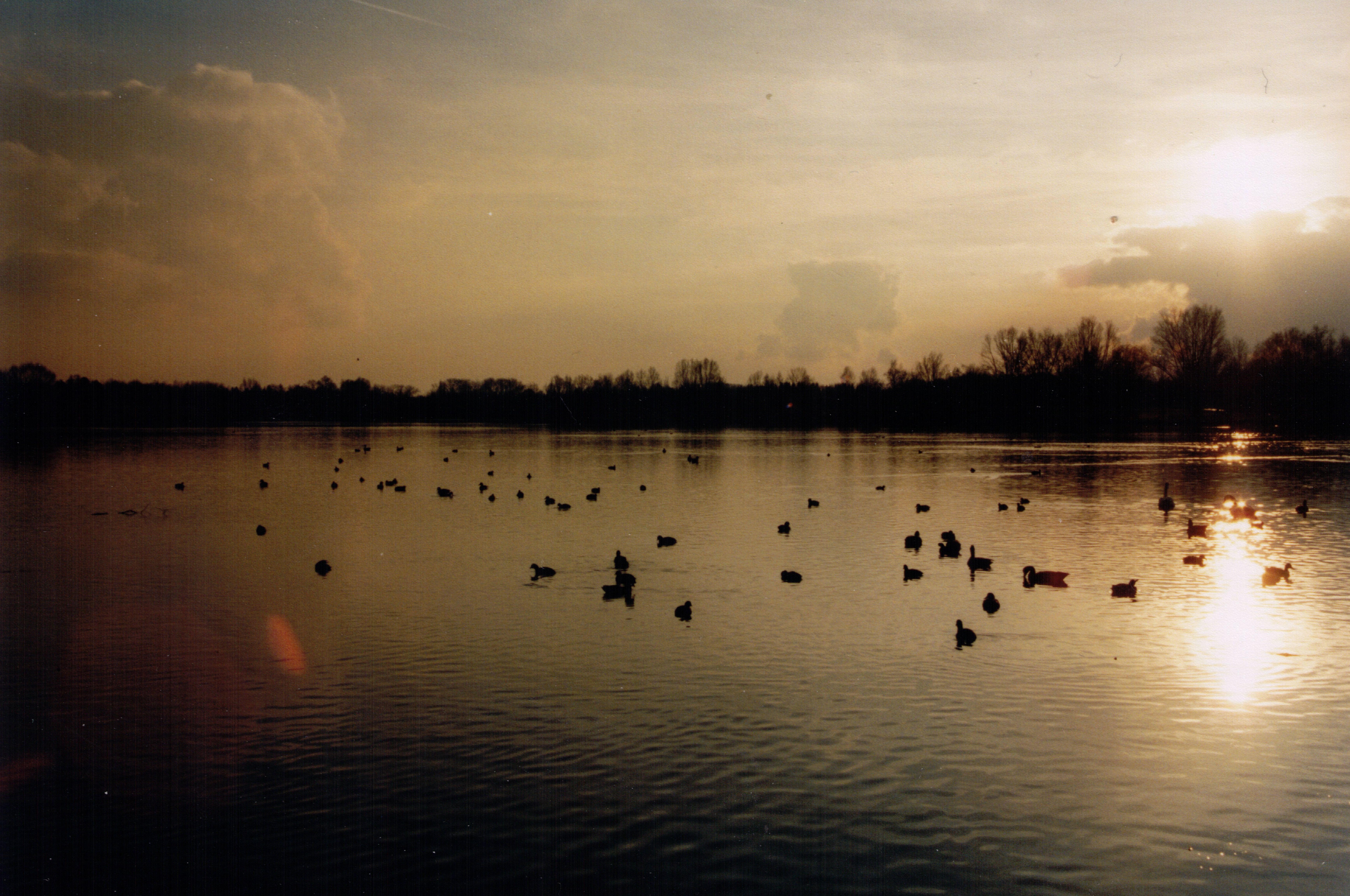
Feldmochinger See